# Dzmitry Loban
Dzmitry Loban, né le 3 mai 1981, est un fondeur et biathlète biélorusse.

## Palmarès

### Jeux paralympiques d'hiver

#### Biathlon
| Épreuve / Édition   | 7,5km Assis | 12,5km Assis | 15km Assis |
| ------------------- | ----------- | ------------ | ---------- |
| JO 2014 Sotchi      | 6e          | 8e           | 7e         |
| JO 2018 Pyeongchang | Argent      | 6e           | 10e        |

#### Ski de fond
| Épreuve / Édition   | 1km Sprint Assis | 7,5km Assis | 15km Assis |
| ------------------- | ---------------- | ----------- | ---------- |
| JP 2010 Vancouver   | 7e               | Bronze      | 11e        |
| JP 2014 Sotchi      | Qual.            | -           | 11e        |
| JP 2018 Pyeongchang | Argent           | 10e         | -          |